# Neotachina depressa
Neotachina depressa là một loài ruồi trong họ Tachinidae.